# Timothy Mo
Timothy Peter Mo (født 30. december 1950, i Hong Kong) er en britisk-kinesisk forfatter.

## Udvalgt bibliografi
- The Monkey King (1978)
- Sour Sweet (1982)
- An Insular Possession (1986)
- The Redundancy of Courage (1991)
- Brownout on Breadfruit Boulevard (1995)
- Renegade or Halo2 (2000)